# Haukilahti Vandtårn
Haukilahti Vandtårn er et vandtårn i Haukilahti i det sydlige Espoo, Finland. Tårnet blev opført i 1968 af Espoo Vandværk. Dets diameter er 45,3 m og det har kapacitet til 4000 m³. Højden af tårnet er 45,3 m og ligger på koten 76,3 m.
I den øverste del af vandtårnet findes en restaurant kaldet Haikaranpesä ("Storkerede"). Det er en meget populær restaurant og mange forretningsfolk og turister spiser der.[kilde mangler] En scene af den finske film Musta jää blev optaget i restauranten.